# Senefeldera testiculata
Senefeldera testiculata är en törelväxtart som beskrevs av Henri François Pittier. Senefeldera testiculata ingår i släktet Senefeldera och familjen törelväxter. Inga underarter finns listade i Catalogue of Life.